# John Scott (1. hrabia Eldon)
John Scott, 1. hrabia Eldon (ur. 4 czerwca 1751 w Newcastle upon Tyne, zm. 13 stycznia 1838) – brytyjski prawnik i polityk, lord kanclerz w latach 1801–1806 i 1807–1827.
Był synem Williama Scotta, kupca z Newcastle, i Jane Atkinson. Wykształcenie odebrał w Newcastle upon Tyne Royal Grammar School, w 1766 r. rozpoczął studia w University College na Uniwersytecie Oksfordzkim. Studia ukończył z tytułem bakałarza sztuk w 1770 r. W 1772 r. poślubił Elizabeth Surtees, córkę bankiera Aubone’a Surteesa, którą porwał z domu jej ojca. Małżonkowie zamieszkali w Oksfordzie. W styczniu 1773 r. Scott rozpoczął nauki w korporacji prawniczej Middle Temple. W 1776 r. otrzymał powołanie do korporacji i otworzył praktykę w Londynie. W tym samym roku zmarł jego ojciec. W 1783 r. Scott został Radcą Króla.
W 1782 r. Scott został wybrany do Izby Gmin jako reprezentant okręgu Weobley. Należał do grona stronników premiera Williama Pitta Młodszego. W 1788 r. otrzymał stanowisko Radcy Generalnego Anglii i Walii. W 1793 r. został prokuratorem generalnym. W 1794 r. oskarżał w procesach sympatyków rewolucji francuskiej. Odpowiadał również za restrykcyjne ustawodawstwo karne (zawieszenie Habeas Corpus Act w 1794 r., rozszerzenie pojęcia zdrady głównej w 1795 r., itd.). Dało mu to miano najbardziej znienawidzonego człowieka w Anglii („best hated man in England”). W 1796 r. zmienił okręg wyborczy na Boroughbridge. W 1799 r. otrzymał stanowisko przewodniczącego Sądu Spraw Pospolitych. Otrzymał również tytuł 1. barona Eldon i zasiadł w Izbie Lordów.
Na czele Sądu Spraw Pospolitych stał do 1801 r., kiedy to otrzymał stanowisko lorda kanclerza w gabinecie Addingtona. Pozostał na tym stanowisku, kiedy w 1804 r. na stanowisko premiera powrócił William Pitt. Po śmierci Pitta w 1806 r. premierem został lord Grenville, a Eldon znalazł się poza gabinetem. Po upadku rządu Grenville’a w 1807 r. Eldon przez kolejnych 20 lat był Lordem Kanclerzem w gabinetach księcia Portland, Spencera Percevala i lorda Liverpoola. W 1821 r. otrzymał tytuły hrabiego Eldon i wicehrabiego Encombe.
Lord Eldon był przeciwnikiem wszelkich pomysłów reformatorskich, które uważał za zgubne dla kraju. Sprzeciwiał się także równouprawnieniu katolików i kiedy w 1827 r. na czele rządu stanął zwolennik emancypacji George Canning, Eldon podał się do dymisji. Nie otrzymał stanowiska w torysowskich gabinetach Wellingtona w 1828 r. i Peela w 1835 r. Eldon ostatni raz przemawiał w parlamencie w lipcu 1834 r.
Zmarł w 1838 r., siedem lat po swojej żonie. Pozostawił dwie córki – lady Frances i lady Elizabeth. Miał także dwóch synów, ale obaj zmarli przed ojcem (John w 1805 r. i William Henry John w 1832 r.). Tytuły parowskie odziedziczył John, wnuk po najstarszym synu.